# Cimetière d'Arcachon
Le cimetière d'Arcachon est un cimetière communal se trouvant à Arcachon (Gironde).

## Situation et accès
Le cimetière est situé 24 allée François-de-Fénelon, sur les hauteurs de la station balnéaire d'Arcachon.

## Historique
La commune d'Arcachon est créée en 1857. La même année, son premier maire, Alphonse Lamarque, demande à l'État la concession d'un terrain pris sur la forêt afin d'y aménager un cimetière. Après accord du ministre des Finances en 1858, moyennant la somme de 820 francs, la cession a lieu par décret impérial en 1859. D'une taille initiale de 1,15 hectare, le cimetière est agrandi en 1883, en 1962 puis en 1984, portant sa superficie actuelle à 8 hectares.
Il compte 6 000 concessions, soit entre 20 000 et 25 000 défunts. En moyenne, 200 personnes y sont inhumées chaque année.
Il abrite plusieurs chapelles familiales, monuments ou groupes funéraires, dont l'ossuaire des Anglais (sépulture de Britanniques résidant Ville d'Hiver), le monument des péris en mer élevé par les Pêcheries de l'Océan (51 marins noyés de 1868 à 1902), le monument de la guerre de 1870, le carré militaire des deux guerres mondiales (443 tombes) autour de la sculpture Lanterne des morts et Héros mourant de Claude Bouscau (7,5 mètres de hauteur) et les sépultures des prêtres d'Arcachon,,.
L'usage des produits phytosanitaires contre les mauvaises herbes y est proscrit.

## Personnalités inhumées
Par date de naissance, chronologiquement
- Jean Michelet (1835-1904), personnalité de l'ostréiculture (carré 14)[3]
- Jean-Hubert Debrousse (1844-1899),  homme d'affaires, directeur de journal, homme politique, collectionneur d'art et philanthrope[4]
- Camille Papin Tissot (1868-1917), officier de marine français, précurseur de la télégraphie sans fil (carré militaire)[2]
- Charles Tournemire (1870-1939), compositeur et organiste[3]
- Le prince Auguste de Broglie-Revel (1878-1855), mari de l'ancienne artiste lyrique Jane Thylda (carré 28)[3]
- Roger-Henri Expert (1882-1955), architecte (carré 15)[2]
- René Giffey (1884-1965), illustrateur (carré 19)[3]
- Armand Pinsard (1887-1953), pilote de chasse et général (carré 15)[2]
- Louis Gaume (1888-1962), entrepreneur, créateur du quartier Pilat-Plage (carré 26)[3]
- Marie Bartette (1893-1961), résistante (stèle sculptée par Claude Bouscau, figurant une hirondelle)[3]
- Simon Segal (1898-1969), peintre (carré 38)[3]
- Roland Armontel (1901-1980), acteur (carré 35)[3]
- Edmond Dujardin (1905-1964), créateur du jeu 1000 bornes[2]
- Raymond Thiers (1907-1971), général, grand officier de la Légion d'honneur (carré 21)[3]
- Guy Couach (1925-2014), fabricant de bateaux[3]
- Jacques Rigaud (1932-2012), haut fonctionnaire, dirigeant de RTL[4]

Outre plusieurs autres personnalités locales, le cimetière accueille les sépultures des maires d'Arcachon (par mandatures, chronologiquement) Alphonse Lamarque (1857-1865 et 1874-1876), Gustave Hameau (1880-1881), Georges Méran (1881-1884), François Grenier (1886-1888), Eugène Ravaux (1890-1892), Jean-Baptiste-James Veyrier Montagnères (1897-1922), Marcel Gounouilhou (1929-1938) et Lucien de Gracia (1945-1977),.